# Fanjanteino Félix
Fanjanteino Félix (Rakotomalala, 26 januari 1980) is een Franse middellangeafstandsloopster, die gespecialiseerd is in de 1500 m. 

## Biografie
Félix nam in 2010 deel aan de Europese kampioenschappen in Barcelona en eindigde op de achtste plaats in de finale van de 1500 m.

## Titels
- Frans kampioene 800 m - 2008
- Frans kampioene 1500 m - 2010
- Frans indoorkampioene 1500 m - 2010

## Persoonlijke records
Outdoor
| Afstand | Prestatie | Datum            | Plaats |
| ------- | --------- | ---------------- | ------ |
| 800 m   | 2.00,18   | 9 september 2010 | Milaan |
| 1500 m  | 4.01,17   | 16 juli 2010     | Parijs |

Indoor
| Afstand | Prestatie | Datum           | Plaats    |
| ------- | --------- | --------------- | --------- |
| 800 m   | 2.03,33   | 28 januari 2012 | Bordeaux  |
| 1500 m  | 4.08,76   | 5 februari 2011 | Stuttgart |
| 3000 m  | 9.02,63   | 8 februari 2011 | Liévin    |

## Palmares

### 1500 m
- 2010: 8e EK - 4.04,16